# Voloder
 Ovo je glavno značenje pojma Voloder. Za druga značenja pogledajte Voloder (Bosanska Krupa, BiH).
Voloder je naselje u Gradu Popovača,  Hrvatska.

## Stanovništvo
Prema popisu stanovništva iz 2001. godine, Voloder ima 1.934 stanovnika. 99% stanovnika Volodera se izjašnjava Hrvatima.
| broj stanovnika | 715   | 735   | 791   | 794   | 1037  | 1553  | 1571  | 1989  | 1824  | 1827  | 1932  | 1673  | 1651  | 1729  | 1934  | 1871  | 1574  |
|                 | 1857. | 1869. | 1880. | 1890. | 1900. | 1910. | 1921. | 1931. | 1948. | 1953. | 1961. | 1971. | 1981. | 1991. | 2001. | 2011. | 2021. |

## Zemljopis i povijest
Naselje Voloder nalazi se u Moslavini, na mjestima gdje potok Voloderec probija iz jugozapadnih vinorodnih obronaka Moslavačke gore u nizinu Polonja. Zahvaljujući dobrom položaju Voloder je bio prebivalište ljudi od najranijih razdoblja do danas. O tome nam govore arheološki nalazi, naime najstarije naselje iz eneolitika otkriveno je 1968. godine u Voloderskim bregima. Dobrovoljno vatrogasno društvo Popovača osnovano je 16.travnja 1893. god. pod imenom „Dobrovoljno vatrogasno društvo moslavačko-Popovača“ koje je u svom sastavu imalo sedam odjeljenja i to; Popovača, Potok i Donja Jelenska, Stružec, Osekovo, Voloder i Krivaj, Gračenica i Gornja Jelenska s Moslavačkom Slatinom.

## Kultura
U Voloderu djeluje KUD Moslavec koji je utemeljen 1913. godine. U centru Volodera se nalazi crkva sv. Antuna Padovanskog.

## Kulturne manifestacije
Svake godine početkom mjeseca rujna od 1967. godine održavaju se Voloderske jeseni. To je smotra grožđa i vina. Uz sajam vina i mošta, na manifestaciji sudjeluju folklorne skupine iz cijele Hrvatske, nudi se i vožnja zapregom, etno izložbe uz atrakciju pečenja vola na ražnju.
Također se svake godine održava i športsko-domoljubna manifestacija koja polazi i završava u Voloderu Konjanički maraton arapskih konja, a posvećena je Domovinskom ratu.

## Vjerski život
Gotovo svi stanovnici Volodera su katolici. Zaštitnik Volodera je Sveti Antun Padovanski.

## Pretpostavke o imenu
Ljudi koji su pokapali, ali i gulili kože životinjama, za odjeću i obuću, zvali su se: živoder, strvoder, šinter, no i voloder. Bila su to unosna zanimanja po kojima se danas davana i prezimena. Danas prezimena Živoder i Voloder ima dosta po Hrvatskoj, dok ih povijesnice Volodera nisu zapisale. Međutim, gotovo se sa sigurnošću može ustvrditi da se je mjesto gdje je živjela i radila prva obitelj Voloder, s vremenom nazvalo "Voloder", po svojem prvom utemeljitelju.

## Gospodarstvo
Većina stanovnika bave se poljodjelstvom, najviše vinogradastvom i svinjogojstvom.

## Prometna povezanost
Voloder se smjestio na autocesti Bregana-Lipovac, 5 km jugoistočno od Popovače i 12 km sjeverozapadno od grada Kutine. U Voloderu se nalazi željeznički kolodvor.

## Mediji
- Mreža TV

## Poznate osobe
Dražen Glavaš - Hrvatski MMA borac

## Obrazovanje
OŠ Voloder

## Šport
- NŠK Voloder
- Veteranski nogometni klub "Branitelj" Grada Popovača (Ulica Mate Vezmara 25)

Cestovna utrka Kutina – Voloder „Voloderska jesen“ ustanovljena je 1980.

## Udruge
- Lovačka udruga "Fazan" Voloder
- Udruga Voloderska Jesen www.voloderska-jesen.hr  Arhivirana inačica izvorne stranice od 11. studenoga 2017. (Wayback Machine)
- Odred izviđača "Sokol"
- Udruga "Zeleni Kadar" Voloder